# Guimarãesita
La guimarãesita és un mineral de la classe dels fosfats que pertany al grup de la roscherita. Rep el nom en honor a Djalma Guimarães (5 de novembre de 1894, Santa Luzia, Minas Gerais, Brasil - 10 d'octubre de 1973, Belo Horizonte, Minas Gerais, Brasil), mineralogista i geoquímic, en reconeixement de les seves importants contribucions a la mineralogia i la geologia brasilera.

## Característiques
La guimarãesita és un fosfat de fórmula química Ca₂Be₄Zn₅(PO₄)₆(OH)₄·6H₂O. Va ser aprovada com a espècie vàlida per l'Associació Mineralògica Internacional l'any 2006, sent publicada per primera vegada el 2007. Cristal·litza en el sistema monoclínic. La seva duresa a l'escala de Mohs és 4,5.
Segons la classificació de Nickel-Strunz, la guimarãesita pertany a «08.DA: Fosfats, etc, amb cations petits (i ocasionalment, grans)» juntament amb els següents minerals: bearsita, moraesita, roscherita, zanazziïta, greifensteinita, atencioïta, ruifrancoïta, footemineïta, uralolita, weinebeneïta, tiptopita, veszelyita, kipushita, philipsburgita, spencerita, glucina i ianbruceïta.

## Formació i jaciments
Va ser descoberta al jaciment de Guimarãesita, situat a la vall de Piauí, a la localitat de Taquaral (Minas Gerais, Brasil). També ha estat descrita al proper Ponte do Piauí, també a la vall de Piauí, sent aquesta vall l'únic indret de tot el planeta on ha estat descrita aquesta espècie mineral.